# Санта Марија Инфанте (Латина)
Санта Марија Инфанте је насеље у Италији у округу Латина, региону Лацио.
Према процени из 2011. у насељу је живело 580 становника. Насеље се налази на надморској висини од 152 м.